# バスケットボールベトナム代表
バスケットボールベトナム代表(Vietnum national basketball team)は、ベトナムバスケットボール連盟によって国際大会に派遣されるバスケットボールのナショナルチームである。

## 歴史
1952年にベトナム国としてFIBA加入。南ベトナムとしてアジア選手権（現アジアカップ）は1963年と1965年の2度出場も以降は遠ざかる。
しかし、2019年東南アジア大会で銅メダルを獲得した。

## 主な国際大会成績

### 夏季オリンピック
- 出場なし

### ワールドカップ（旧世界選手権）
- 出場なし

### アジアカップ（旧アジア選手権）
- 1963年 － 8位
- 1965年 － 10位

上記はいずれも南ベトナムとして。